# Taylor, Arizona
Taylor är en kommun (town) i Navajo County i Arizona. Vid 2010 års folkräkning hade Taylor 4 112 invånare.